# Cybaeus pearcei
Espèce
Cybaeus pearcei est une espèce d'araignées aranéomorphes de la famille des Cybaeidae.

## Distribution
Cette espèce est endémique de Californie aux États-Unis. Elle se rencontre dans le comté d'Alameda.

## Étymologie
Cette espèce est nommée en l'honneur de W. M. Pearce.

## Publication originale
- Bennett, Copley & Copley, 2019 : Cybaeus (Araneae: Cybaeidae): the adenes species group of the Californian clade. Zootaxa, no 4711(2), p. 245-274.